# Charles Avison
Charles Avison (16. února 1709 Newcastle upon Tyne, Anglie – 9. či 10. května 1770 Newcastle upon Tyne, Anglie) byl britský hudební skladatel v období baroka. Působil jako varhaník v jednom z největších farních kostelů v Anglii, v kostele sv. Mikuláše v Newcastle upon Tyne, který se v roce 1882 se stal katedrálou. Do dějin se zapsal díky svým 12 Concerti Grossi podle Scarlattiho a Eseji o hudebním výrazu, prvními hudebně kritickými díly psanými v anglickém jazyce.

## Životopis
Existuje velmi málo zdrojů o jeho mládí. Byl pátým z devíti dětí Richarda a Anne Avison, kteří byli také hudebníci. Pokřtěn byl 16. února 1709. Jako mladý pravděpodobně cestoval po Itálii, poté se vrátil do Londýna, kde studoval spolu s Francescem Geminianim, žákem Corelliho. Byl patriotem. V roce 1735 byl jmenován varhaníkem kostela sv. Mikuláše (Saint-Nicolas) v Newcastle. Tohoto místa se už nevzdal ani navzdory velmi zajímavým nabídkám, které během svého života dostal z Yorku, Dublinu i z Londýna, kde mu v roce 1753 byl nabídnut post Pepusche v Chatrerhouse. Byl rovněž i profesorem hry na cembalo, housle a flétnu.
15. ledna 1737 se oženil s Catherine Reynolds. Tři z jejich dětí se dožili dospělosti, Jane (1744-1773), Edward (1747-1776) a Charles (1751-1795). Edward a Charles byli také oba jmenováni varhaníky kostela sv. Mikuláše. Od července 1738 předsedal Hudební společnosti v Newcastle. Organizoval řadu koncertů v Newcastle a v Durhamu (s Johnem Garthem), které patřily mezi první svého druhu v Anglii. Právě na těchto koncertech nechal zaznít své vlastní sonáty a concerta stejně jako díla ostatních skladatelů, jako Pièces de clavecin en concert od Rameau.
V roce 1744 publikoval pod názvem Twelve Concertos in seven parts done from two Books of Lessons for the harpsichord by Domenico Scarlatti aranžmá na concerto grosso sonáty pro cembalo Domenica Scarlattiho. Ty byly jako velmi populární hrány zejména mezi lety 1785-1812 v rámci "Concert of Antient Music" mezi díly Corelliho, Geminianiho, Sammartiniho a Haendla.
Byl známý především jako autor díla An Essay on Musical Expression publikovaného v roce 1752. To obsahuje - kromě pojednání o interpretaci hudebního žánru concerto - diskutabilní kritiku Haendela, tehdy v Anglii velice populárního. Jeho hudbu nepříznivě porovnával s díly Geminianiho a Marcella. Toto dílo bylo dvakrát znovu vytisknuto a přeloženo do němčiny.

## Diskografie
- Concertos in Seven Parts done from the Lessons of Domenico Scarlatti, Café Zimmermann, Alpha (2002).
- 12 Concerti Grossi after sonatas by Domenico Scarlatti, The Branderburg Consort, dir. Roy Goodman, Hyperion (2007)